# برسية بيكالية
برسية بيكالية (الاسم العلمي:Gnaphalium baicalense) هي نوع من النباتات تتبع جنس البرسية من الفصيلة النجمية.